# Yucaipa (Kalifornija)
Yucaipa je grad u američkoj saveznoj državi Kalifornija. Prema popisu stanovništva iz 2010. u njemu je živjelo 51.367 stanovnika.